# Bovenden
Bovenden é um município da Alemanha localizado no distrito de Göttingen, estado de Baixa Saxônia.